# 올림픽 베냉 선수단
올림픽 베냉 선수단은 베냉을 대표하여 올림픽에 참가하는 선수단이다. 베냉은 1980년부터 개최되는 모든 하계 올림픽에 선수들을 파견해 왔다. 이전 이름인 다호메이로 이 나라는 1972년에도 참가했다. 베냉은 12개의 다른 올림픽에 출전했음에도 불구하고 올림픽 메달을 획득한 적이 없다. 베냉 출신의 어떤 선수도 동계 올림픽에 참가한 적이 없다.

## 역사
이 나라는 1972년 뮌헨 하계 올림픽에 다호메이(Dahomey)라는 이름으로 처음 참가했다. 1975년 국호를 베냉으로 바꾼 뒤 1980년 모스크바에서 처음으로 자국 이름으로 대회에 참가한 이후 줄곧 올림픽에 자국 선수단을 파견해 왔다.

## 참고 자료
- “Benin”. International Olympic Committee.
- “Benin”. Sports-Reference.com. 2008년 11월 20일에 원본 문서에서 보존된 문서. 2017년 12월 11일에 확인함.